# Der tollkühne Jockey
Der tollkühne Jockey (Originaltitel: Money from Home) ist der einzige 3D-Film des Komiker-Gespanns Dean Martin und Jerry Lewis und zugleich ihr erster Farbfilm. Das Drehbuch entstand nach einer Vorlage des amerikanischen Autors Damon Runyon.

## Handlung
Herman 'Honey Talk' Nelson hat unvorsichtigerweise eine Menge Spielschulden angesammelt. Nun wird er von einem Wettbetrügerring erpresst, ein Rennpferd zu manipulieren. Honey Talk heuert seinen begriffsstutzigen Cousin Virgil Yokum an, einen Tierarzt-Gehilfen. Virgil soll eigentlich dafür sorgen, dass das berühmte Rennpferd als letzter durch das Ziel geht, doch mit ihm als Reiter wird es sogar Erster.

## Sonstiges
Der tollkühne Jockey soll einer von nur zwei 3D-Filmen sein, der in einem Dreistreifen-Technicolor gedreht wurde. Der zweite Film war „Flucht nach Tanger“ (Flight to Tangier, 1953) mit Jack Palance.
Die Filmsongs stammen aus der Feder von Jack Brooks, Burton Lane und Joseph J. Lilley.

## Kritiken
„(...) wenig inspiriertes Lewis-Martin-Spektakel. Wertung: 2  Sterne (durchschnittlich)“

„Anspruchslose, allzu geschwätzige Komödie um das ungleiche Komiker-Gespann Jerry Lewis und Dean Martin, die ihre unterhaltsamsten Momente in der Verulkung von Gangsterfilmen hat.“

## Auszeichnungen
Pat Crowley gewann sowohl für ihre Leistung als Dr. Autumn Claypool als auch für den Film Die pikanten Jahre einer Frau den Golden Globe Award als beste Nachwuchsdarstellerin.